# Yongsan-myeon, Jangheung-gun
Yongsan-myeon (koreanska: 용산면) är en socken i kommunen Jangheung-gun i provinsen Södra Jeolla i
den södra delen av Sydkorea, 330 km söder om huvudstaden Seoul.